# Pływanie na Letnich Igrzyskach Olimpijskich 1908
Wyniki zawodów pływackich podczas Igrzysk Olimpijskich w Londynie, które odbyły się w dniach 13–25 lipca 1908 r. na White City Stadium, w Londynie. W sześciu konkurencjach uczestniczyło 100 pływaków z 14 państw.

## Medaliści
| Konkurencja                               | Złoto                                                                               | Srebro                                                              | Brąz                                                                           |
| ----------------------------------------- | ----------------------------------------------------------------------------------- | ------------------------------------------------------------------- | ------------------------------------------------------------------------------ |
| 100 metrów stylem dowolnym (szczegóły)    | Charles Daniels                                                                     | Zoltán Halmay                                                       | Harald Julin                                                                   |
| 400 metrów stylem dowolnym (szczegóły)    | Henry Taylor                                                                        | Frank Beaurepaire                                                   | Otto Scheff                                                                    |
| 1500 metrów stylem dowolnym (szczegóły)   | Henry Taylor                                                                        | Thomas Battersby                                                    | Frank Beaurepaire                                                              |
| 100 metrów stylem grzbietowym (szczegóły) | Arno Bieberstein                                                                    | Ludvig Dam                                                          | Herbert Haresnape                                                              |
| 200 metrów stylem klasycznym (szczegóły)  | Frederick Holman                                                                    | William Robinson                                                    | Pontus Hanson                                                                  |
| 4 × 200 m stylem dowolnym (szczegóły)     | Wielka Brytania · John Derbyshire · Paul Radmilovic · William Foster · Henry Taylor | Węgry · József Munk · Imre Zachár · Béla Las-Torres · Zoltán Halmay | Stany Zjednoczone · Harry Hebner · Leo Goodwin · Charles Daniels · Leslie Rich |

## Tabela medalowa
| Miejsce | Państwo                    | Złoto | Srebro | Brąz | Razem |
| ------- | -------------------------- | ----- | ------ | ---- | ----- |
| 1.      | Wielka Brytania (GBR)      | 4     | 2      | 1    | 7     |
| 2.      | Stany Zjednoczone (USA)    | 1     | 0      | 1    | 2     |
| 3.      | Cesarstwo Niemieckie (GER) | 1     | 0      | 0    | 1     |
| 4.      | Węgry (HUN)                | 0     | 2      | 0    | 2     |
| 5.      | Australazja (ANZ)          | 0     | 1      | 1    | 2     |
| 6.      | Dania (DEN)                | 0     | 1      | 0    | 1     |
| 7.      | Szwecja (SWE)              | 0     | 0      | 2    | 2     |
| 8.      | Cesarstwo Austrii (AUT)    | 0     | 0      | 1    | 1     |
| Razem   | Razem                      | 6     | 6      | 6    | 18    |